# LP5
| Recensione | Giudizio |
| ---------- | -------- |
| AllMusic   |          |

LP5 è il quinto album da studio del gruppo inglese di musica elettronica Autechre, pubblicato nel 1998 con l'etichetta discografica Warp Records. In realtà l'album non ha un titolo, essendoci sulla copertina grigia scritto solamente Autechre. Tuttavia la stessa Warp Records iniziò fin dall'inizio a riferirsi a questo titolo con il nome di LP5, per questo motivo ancora oggi alcuni lo definiscono semplicemente come Autechre Album
L'album presenta un cambio di direzione nelle sonorità del gruppo. Abbandonate le sonorità melodiche e oscure del passato propongono pezzi più "astratti" e dominati dalla programmazione computerizzata piuttosto che dai synth.

## Tracce
1. Acroyear2 – 8:40
2. 777 – 5:49
3. Rae – 7:13
4. Melve – 1:14
5. Vose In – 5:21
6. Fold4,Wrap5 – 3:58
7. Under BOAC – 6:22
8. Corc – 5:50
9. Caliper Remote – 1:40
10. Arch Carrier – 6:49
11. Drane2 – 23:20

Durata totale: 76:16
Dopo Drane2 (9:40) vi è un silenzio di 12 minuti (9:40 - 21:40), seguito da una traccia fantasma (21:40 - 23:20).